# Municipio de Jackson (condado de Coshocton)
El municipio de Jackson (en inglés: Jackson Township) es un municipio ubicado en el condado de Coshocton en el estado estadounidense de Ohio. En el año 2010 tenía una población de 1947 habitantes y una densidad poblacional de 23,69 personas por km².

## Geografía
El municipio de Jackson se encuentra ubicado en las coordenadas 40°16′5″N 81°56′9″O / 40.26806, -81.93583. Según la Oficina del Censo de los Estados Unidos, el municipio tiene una superficie total de 82.17 km², de la cual 81,58 km² corresponden a tierra firme y (0,71 %) 0,59 km² es agua.

## Demografía
Según el censo de 2010, había 1947 personas residiendo en el municipio de Jackson. La densidad de población era de 23,69 hab./km². De los 1947 habitantes, el municipio de Jackson estaba compuesto por el 97,89 % blancos, el 1,03 % eran afroamericanos, el 0,1 % eran amerindios, el 0,41 % eran asiáticos, el 0,36 % eran de otras razas y el 0,21 % eran de una mezcla de razas. Del total de la población el 0,56 % eran hispanos o latinos de cualquier raza.